# Pro Golf Tour 2014
De EPD Tour heet sinds 2013 de Pro Golf Tour. Deze heeft een eigen Order of Merit. De vijf spelers die aan het einde van 2013 aan de top stonden, promoveerden naar de Europese Challenge Tour. Dit waren Florian Fritsch, Christopher Mivis, Robin Kind, Bernd Ritthammer en David Law.
Het prijzengeld van de toernooien is € 30.000, waarvan de winnaar € 5.000 krijgt. Alleen het Tour Championshipm dat aan het einde van het seizoen gespeeld wordt, heeft € 40.000 prijzengeld, waarvan de winnaar € 6.133,33 krijgt.
Het seizoen begint met twee toernooien in Belek, Turkije, daarna drie toernooien in Marokko en dan twee in Egypte. Daarna keren de spelers nog drie weken terug naar Marokko voordat er vanaf mei in Europa gespeeld wordt.
Op de Pro Golf Tour van 2014 speelden onder meer:
Uit Nederland
Temuu Bakker, Maarten Bosch, Menno van Dijk, Giesbert Gommers, Floris de Haas, Berry Jole (Am), Robin Kind, Thomas Merkx, Fernand Osther, Reinier Saxton, Ramon Schilperoord, Floris de Vries, Martijn Vermei
Uit België
Rens Megens, Christopher Mivis, Christian Peters, Pierre Relecom, Guillaume Watremez en Olivier Withofs.
Kind, Mivis, Relecomm, de Vries en Watremez speelden ook ieder enkele toernooien op de Challenge Tour.
Schema van de Pro Golf Tour van 2014.
| Van   | Tot   | Toernooi                         | Baan                                    | Winnaar              | Score | Score | Beste Nederlander                                          | Beste Belg             | Info |
| ----- | ----- | -------------------------------- | --------------------------------------- | -------------------- | ----- | ----- | ---------------------------------------------------------- | ---------------------- | ---- |
| 21-01 | 23-01 | Sueno Dunes Classic              | Sueno Pines, Belek                      | Alexander Knappe     | 199   | -8    | Ramon Schilperoord 8ste                                    | Christopher Mivis T28  |      |
| 25-01 | 27-01 | Sueno Pines Classic              | Sueno Pines, Belek                      | Nicolas Meitinger    | 138   | -6    | Reinier Saxton T8                                          | Christopher Mivis T42  |      |
| 10-02 | 12-02 | Open Mogador                     | Golf de Mogador, Essaouira              | Marcel Schneider     | 209   | -7    | Reinier Saxton 5de                                         | Guillaume Watremez T10 |      |
| 16-02 | 18-02 | Cimar Open Samanah               | Samanah Country Club, Marrakesh         | Eduard Espana        | 205   | -11   | Robin Kind T8 Reinier Saxton T8 Floris de Vries T8         | Pierre Relecom 2       |      |
| 20-02 | 22-02 | Open Al Maaden                   | Almaaden Golf, Marrakesh                | Moritz Lampert       | 197   | -19   | Robin Kind T2                                              | =                      |      |
| 18-03 | 20-03 | Red Sea Egyptian Classic         | Sokhna Golf Club                        | Ken Benz             | 197   | -19   | Reinier Saxton T8                                          | Rens Megens MC         |      |
| 24-03 | 26-03 | Red Sea Ain Sokhna Classic       | Sokhna Golf Club                        | Max Orrin            | 199   | -17   | Reinier Saxton T10                                         | Rens Megens 41         |      |
| 08-04 | 10-04 | Open Madaef                      | El Jadida Royal Golf                    | Marcel Schneider     | 210   | -6    | Floris de Vries 2de Robin Kind 3de                         | Oliver Withofs MC      |      |
| 14-04 | 16-04 | Open Lixus                       | Port Lixus Golf                         | Max Kramer           | 204   | -12   | Fernand Osther 3de                                         | =                      |      |
| 20-04 | 22-04 | Open Dar Es Salam                | Royal Golf Dar Es Salam                 | Sebastian Heisele    | 139   | -7    | Fernand Osther T22                                         | =                      |      |
| 21-05 | 23-05 | Haugschlag NÖ Open               | Golfresort Haugschlag                   | Sean Einhaus         | 197   | -19   | Martijn Vermei T14                                         | =                      |      |
| 26-05 | 28-05 | Adamstal Open                    | Golfclub Adamstal                       | Alexander Knappe     | 204   | -12   | Vlag van Nederland                                         | Vlag van België        |      |
| 15-06 | 17-06 | CEEVEE Leather Open              | Golf Club Glashofen-Neusaß              | Anton Kirstein po    | 210   | -6    | Floris de Haas T2                                          | =                      |      |
| 11-07 | 13-07 | Praforst Pro Golf Tour Fulda     | Golfclub Hofgut Praforst                | Sean Einhaus         | 204   | -12   | Berry Jole (Am) T11 Reinier Saxton T11 Floris de Vries T11 | Olivier Withofs MC     |      |
| 21-07 | 23-07 | LOTOS Polish Open                | Golf & Country Club Sand Valley         | Berni Reiter         | 206   | -10   | Fernand Osther T18                                         | =                      |      |
| 28-07 | 30-07 | Castanea Resort Open             | Golfresort Adendorf                     | Julian Kunzenbacher  | 202   | -14   | Maarten Bosch 5de                                          | Jeremy Moise MC        |      |
| 11-08 | 13-08 | Augsburg Classic                 | Golfclub Augsburg                       | Sebastian Kannler    | 204   | -12   | Floris de Vries T4                                         | Guillaume Watremez MC  |      |
| 26-08 | 28-08 | Gut Bissenmoor Classic           | Gut Bissenmoor                          | Sebastian Heisele    | 199   | -14   | Reinier Saxton T2                                          | =                      |      |
| 31-08 | 02-09 | Preis des Hardenberg GolfResort  | Hardenberg GolfResort                   | Richard O'Donovan po | 208   | -5    | Maarten Bosch T33 Fernand Osther                           | =                      |      |
| 25-09 | 27-09 | Polish Masters Tour Championship | Sobienie Krolewskie Golf & Country Club | Floris de Vries      | 209   | -4    | Floris de Vries                                            | =                      |      |
| 13-10 | 14-10 | Pro Golf Tour Qualifying School  | Golfsportclub Rheine                    |                      |       |       |                                                            |                        |      |

De Order of Merit werd gewonnen door Marcel Schneider. Beste Nederlander was Floris de Vries, hij werd nummer 8.